# Data over Voice

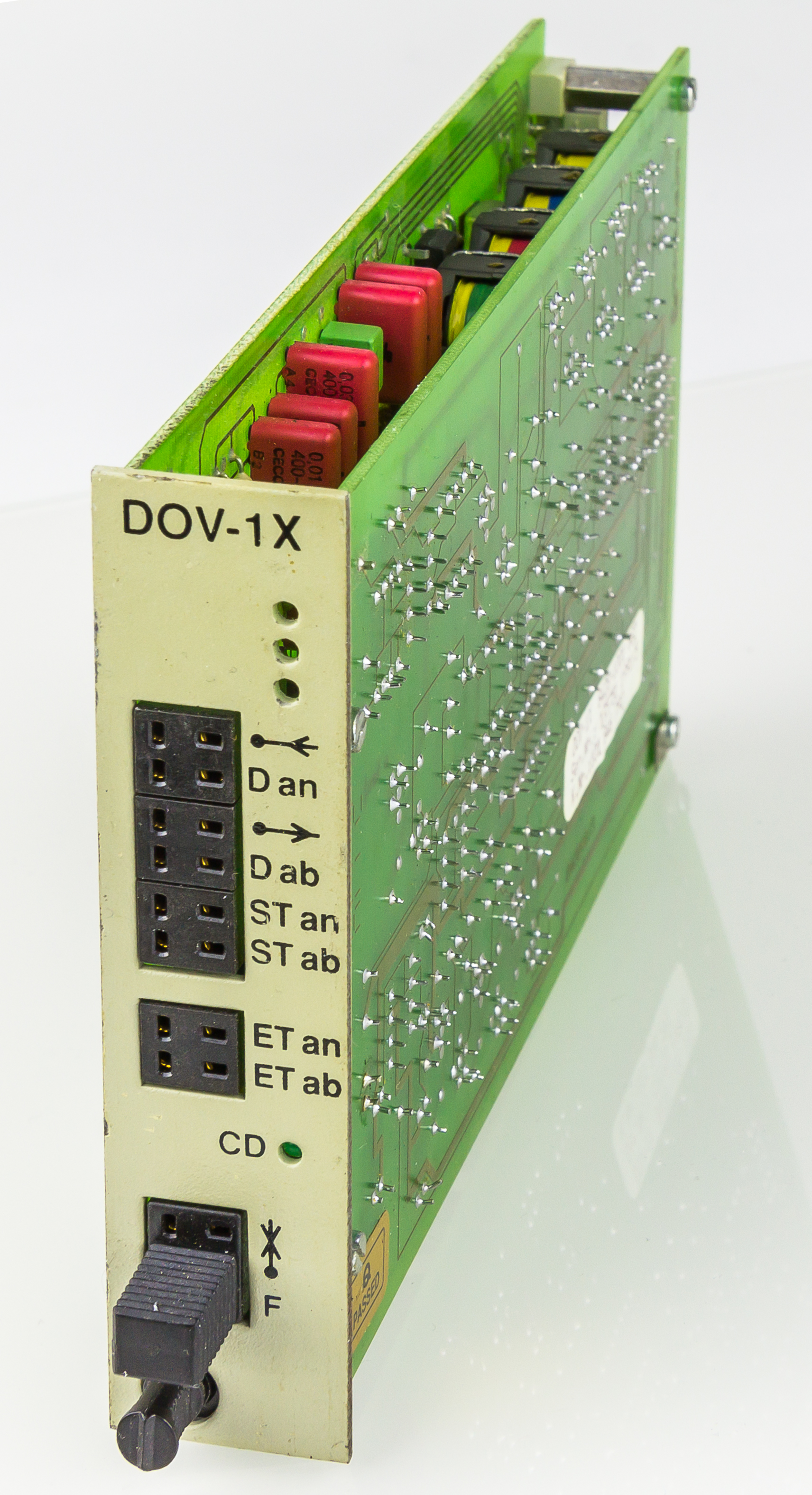
DOV-Modemmodul aus einer Vermittlungsstelle

Data over Voice (DOV) ist ein in der CEPT-Empfehlung T/CD 01-13 beschriebenes Übertragungsverfahren auf analogen Telefonleitungen. Oberhalb des für Sprache genutzten Frequenzbereiches von 300 bis 3.400 Hz wird über ein Filter ein höherfrequentes Signal eingespeist, das für Datenübertragung genutzt werden kann. Dabei wird weder die Sprachübertragung noch Übermittlung von Gebührenimpulsen (16 kHz) behindert.
Sendefrequenzen (FSK-Modulation):
- Aus Richtung der Vermittlungsstelle: „0“, Space: 50 kHz, „1“, Mark: 60 kHz
- Aus Richtung des Telefons: „0“, Space: 95 kHz, „1“, Mark: 105 kHz

Die getrennten Frequenzbereiche erlauben auch auf einer 2-Draht-Leitung eine Duplex-Übertragung. Die verwendete Technik ermöglicht eine maximale Übertragungsgeschwindigkeit von 19.200 bit/s. Die Reichweite beträgt nach Herstellerangaben bis zu 15 km bei einem Drahtdurchmesser von 0,8 mm.
Die Deutsche Bundespost führte diese Technik Mitte 1991 mit wenigen hundert Geräten kurzzeitig ein. Der Grund war ein Mangel an verfügbaren Leitungen in den damaligen neuen Bundesländern.
Grundsätzlich kann man DOV mit ADSL-Anschlüssen vergleichen, bei denen ebenfalls oberhalb des Sprachbandes durch den DSL-Splitter eine Datenübertragung, allerdings mit deutlich höherer Datenübertragungsrate, möglich ist.